# Ярцево
Я́рцево — город (с 1926) в России, административный центр Ярцевского района Смоленской области. Вместе с тремя ненаселёнными деревнями образует Ярцевское городское поселение.
Население — 40 330 чел. (2024). Четвёртый по населению город в Смоленской области — после Смоленска (310 460), Вязьмы (49 932) и Рославля (43 592).

## Этимология
Существует как минимум две версии происхождения названия города:
- По версии сайта «Народная энциклопедия городов России», название происходит от прозвищного имени Ярец, которое неоднократно встречается в документах XV—XVI веков, а фамилия «Ярцев» и сейчас распространена на Смоленщине[4].
- Вторая версия о том, что селение было расположено на берегу реки Вопь у Яра (крутого берега, обрыва); отсюда и «Ярцево».

## География

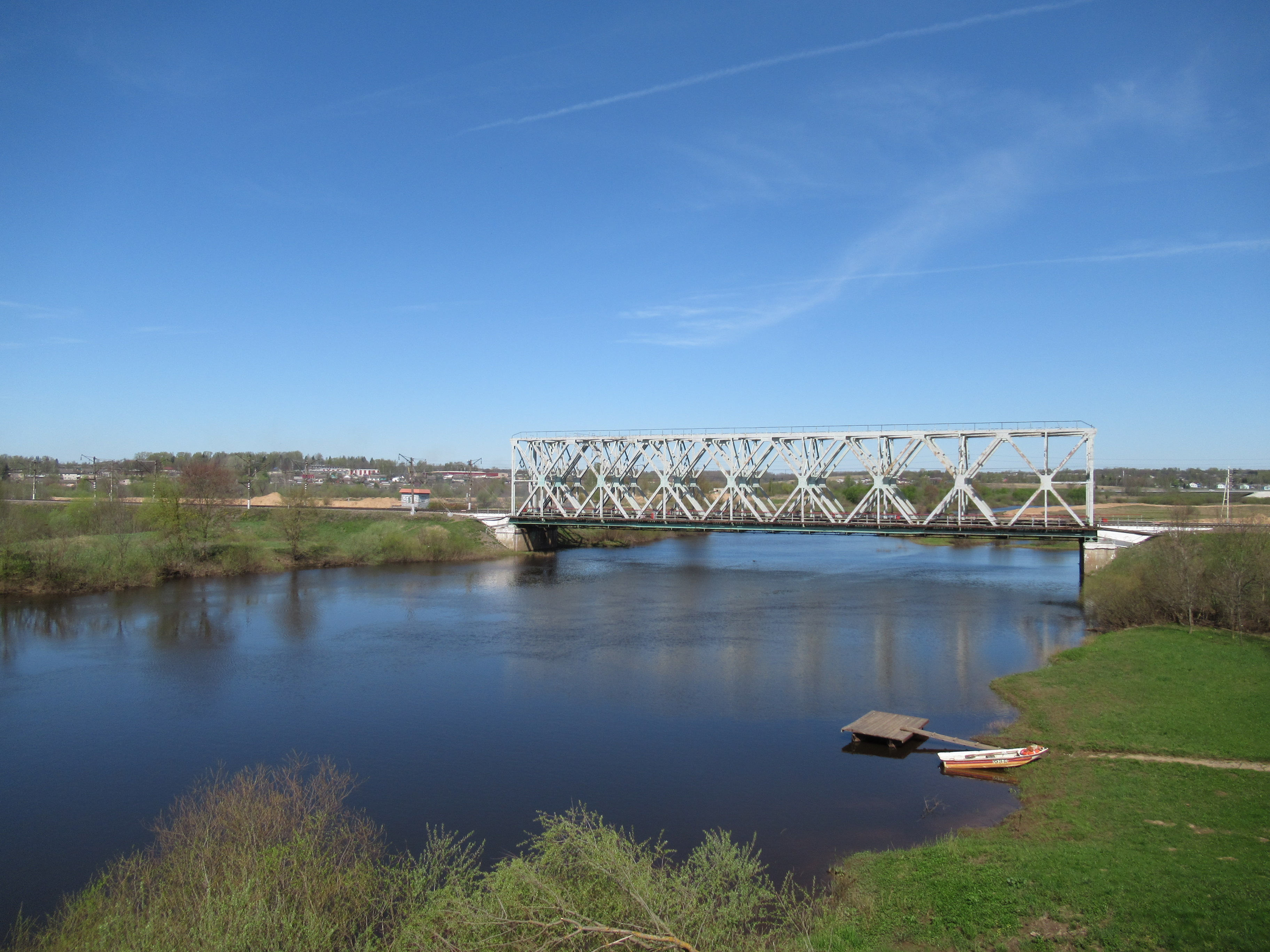
Река Вопь в Ярцеве

Город расположен на берегах реки Вопь (приток Днепра), в 350 км от Москвы и в 63 км от Смоленска, на шоссе Москва — Минск. Железнодорожная станция Ярцево на линии Москва — Брест.
Город состоит из микрорайонов: Центр (Город), Пионерный, Старое Ярцево, Солнечный, Бельский, Халтуринский, Красный Молот, Пронькино, Яковлево, Михейково, Пологи, МСО, ЛМПС, Дуброво, Городок, Милохово, Ульхово, Щекино.
Через Ярцево проходят Федеральная автомобильная дорога М1 «Беларусь» (Минское шоссе), а также Смоленский ход Московской железной дороги, связывающий некоторые предприятия города.

## Климат
Климат близок к умеренно-холодному. Большое количество осадков выпадает даже в засушливые месяца. Среднегодовая температура — 4,8 °C. Среднее количество осадков в год — 641 мм.
В самый сухой месяц года, февраль, выпадает 456 мм осадков. Наибольшее количество осадков выпадает в июле, в среднем 896 мм. Июль — самый тёплый месяц в году, средняя температура 21,4 °C. Самые низкие средние температуры в январе, около − 16.4 °C.

## История

### Первое упоминание
Отправная точка истории Ярцева — 2 августа 1610 года. Это был период Смуты. После свержения Василия Шуйского русского царя не было. В 1610 году польский король Сигизмунд III жаловал смоленскому дворянину Тимофею Шушерину село Ярцово. Эта жалованная грамота и является первым письменным упоминанием Ярцева.
По решению Ярцевского районного Совета депутатов от 30 сентября 2009 года № 101, принятому на основании материалов Государственного архива Смоленской области и Государственного архива древних актов (г. Москва), 2 августа 1610 года считается датой первого письменного упоминания о Ярцеве как о поселении, от которой следует вести летоисчисление истории города Ярцево.
В 1779 году Ярцево (Ярцово) упоминается в «Геометрическом плане Духовщинского уезда со всеми внутри оного лежащими градскими, с казёнными и владельческими землями, с показаниями в нём каждого селения со отделением градскими и специальными от других межами». Деревня Ярцово тогда представляла собой 17 дворов, с населением 136 человек.
В 1811 году деревня Ярцово являлась вотчиной майора Павла Васильевича Вакселя и насчитывала 15 дворов.
В 1869 году Центральным статистическим комитетом министерства внутренних дел была издана книга «Список населённых мест. Смоленская губерния», в которой по данным 1859 года указаны в Духовщинском уезде два села Ярцова.

### Ярцево на рубеже XIX—XX столетий

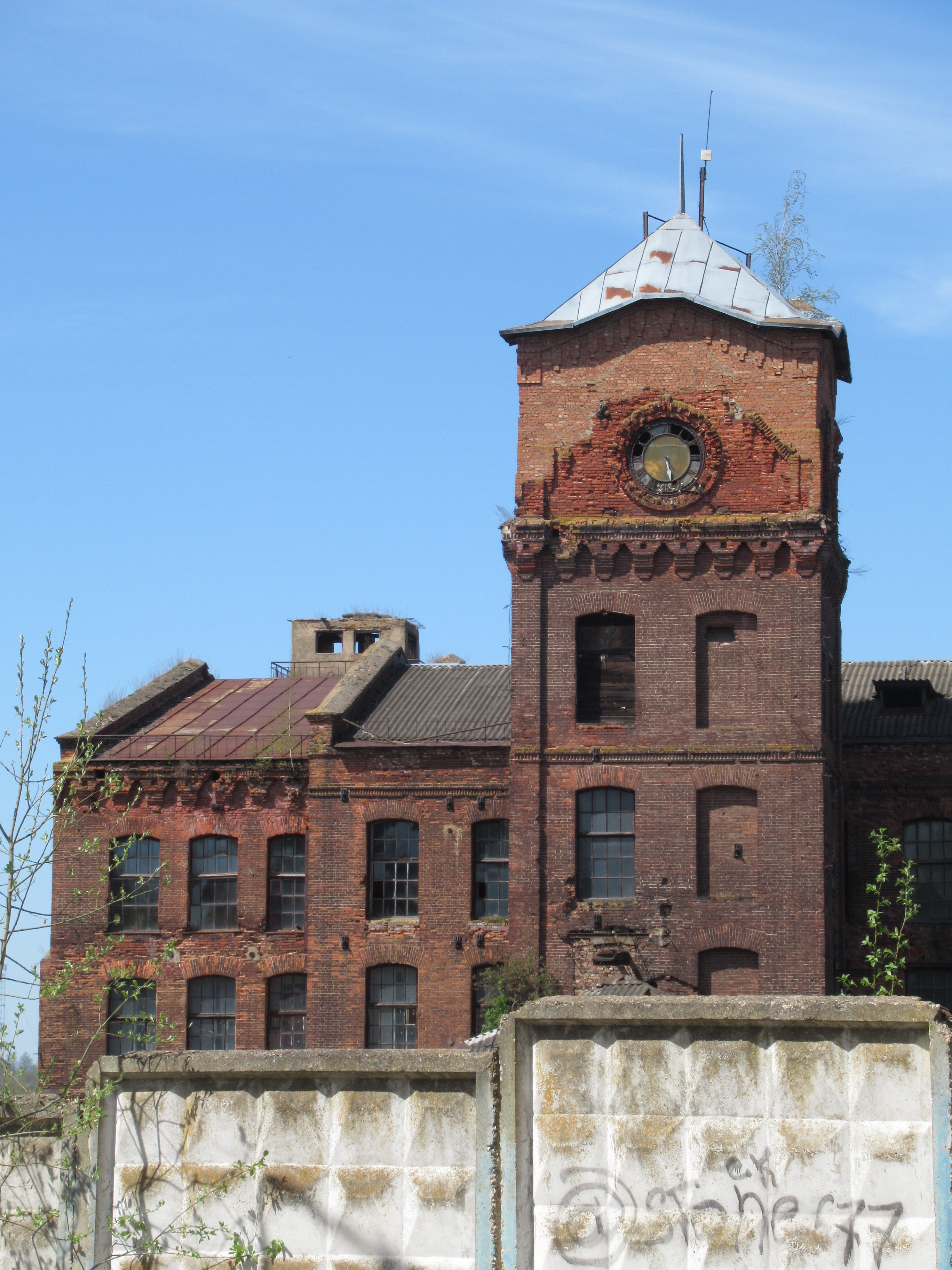
«Башня с часами» бывшей Хлудовской мануфактуры

Получило известность с середины XIX века как промышленное село Духовщинского уезда Смоленской губернии, в котором находилась текстильная мануфактура Хлудовых. Жизнь новому промышленному центру дал купец Алексей Хлудов, основавший здесь в 1873 году текстильную фабрику. Он оснастил её новейшим английским оборудованием, монтажом которого занимались многочисленные английские специалисты (в то время даже одна из улиц называлась Англицкая). Именно Хлудов первым из русских купцов организовал товарную контору в Британии в городе Ливерпуль.
В 1880 году в Ярцеве состоялась одна из крупнейших в России стачек (см. Хлудовские стачки).
В 1926 году Ярцеву был присвоен статус города.

### Годы Великой Отечественной войны

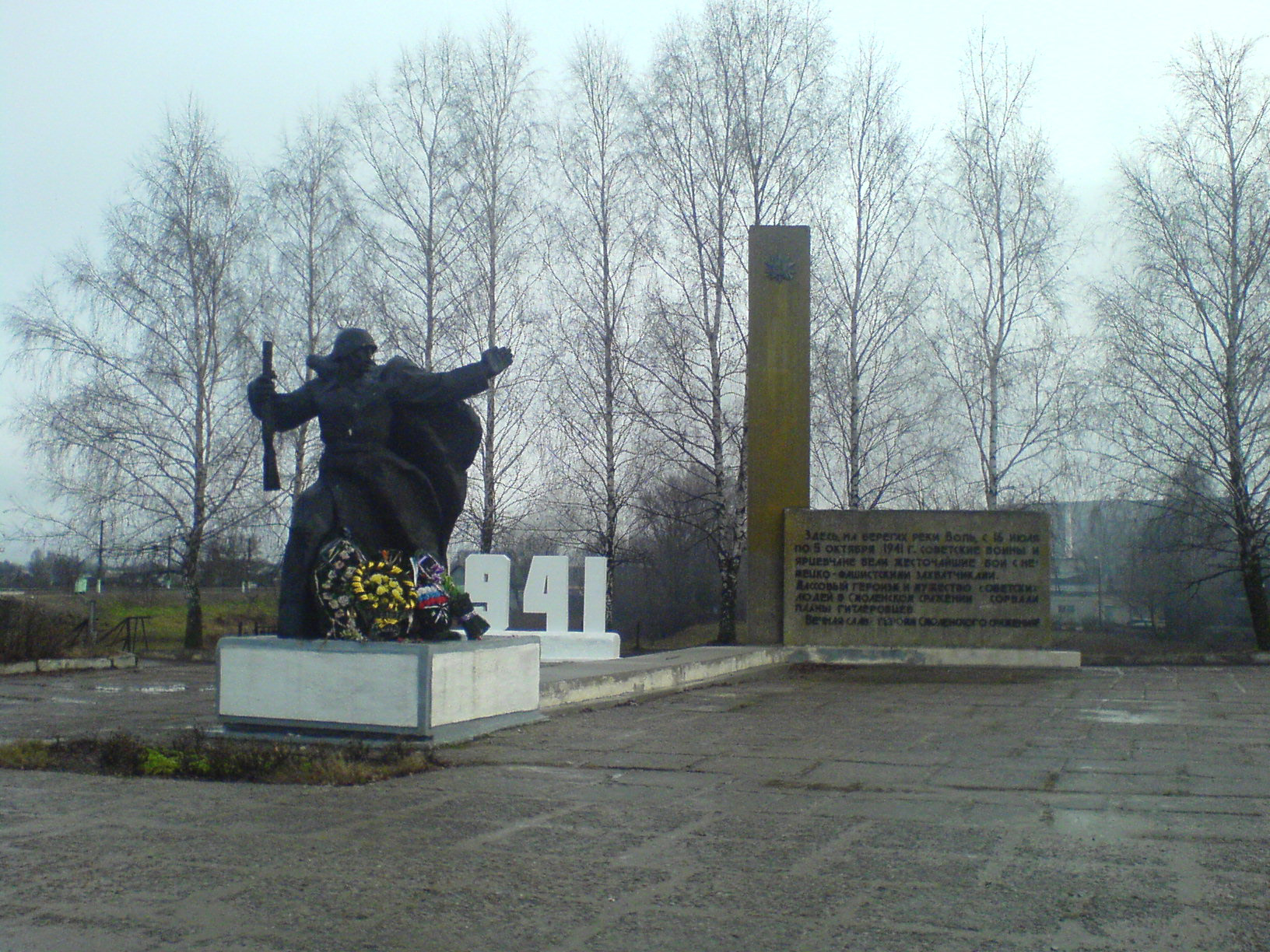
Памятник защитникам Ярцева. Надпись: «Здесь, на берегах реки Вопь, с 16 июля по 5 октября 1941 г. советские воины и ярцевчане вели жесточайшие бои с немецко-фашистскими захватчиками. Массовый героизм и мужество советских людей в Смоленском сражении сорвали планы гитлеровцев. Вечная слава героям Смоленского сражения.»

Во время Великой Отечественной войны немецкие войска задержались в Ярцеве на два месяца. В 1941 году на берегах реки Вопь развернулось жестокое сражение. Зверствам нацистов подвергались жители местных деревень. Многие ярцевчане героически сражались на фронтах. Ярцево было одним из первых городов, отбитых у Германии. Это произошло 19 июля 1941 года силами 19 армии — часть сил 38-й стрелковой дивизии (полковник М. Г. Кириллов) и 44 стрелкового корпуса (комдив В. А. Юшкевич).
Затем город снова был захвачен, переходил из рук в руки, пока окончательно не был оккупирован немцами 5 октября 1941 года. Освобождён 16 сентября 1943 года. В освобождении принимали участие части 31-й армии.
Во время немецкой оккупации в городе располагался лагерь военнопленных.

Приказом Верховного Главнокомандующего от  1943 года почётное наименование «Ярцевских» было присвоено:
- 82-й стрелковой дивизии;
- 274-й стрелковой дивизии;
- 359-й стрелковой дивизии;
- 233-й штурмовой авиационной дивизии;
- 2-му отдельному гвардейскому мотоциклетному полку.

В честь освобождения города в Москве был дан салют 12 артиллерийскими залпами из 124 орудий. После освобождения Ярцева от немецких захватчиков в городе проживало лишь 4000 человек. Таким образом, в годы Великой Отечественной войны население города сократилось в 11 раз.

### Ярцево в 1970—1980-е годы

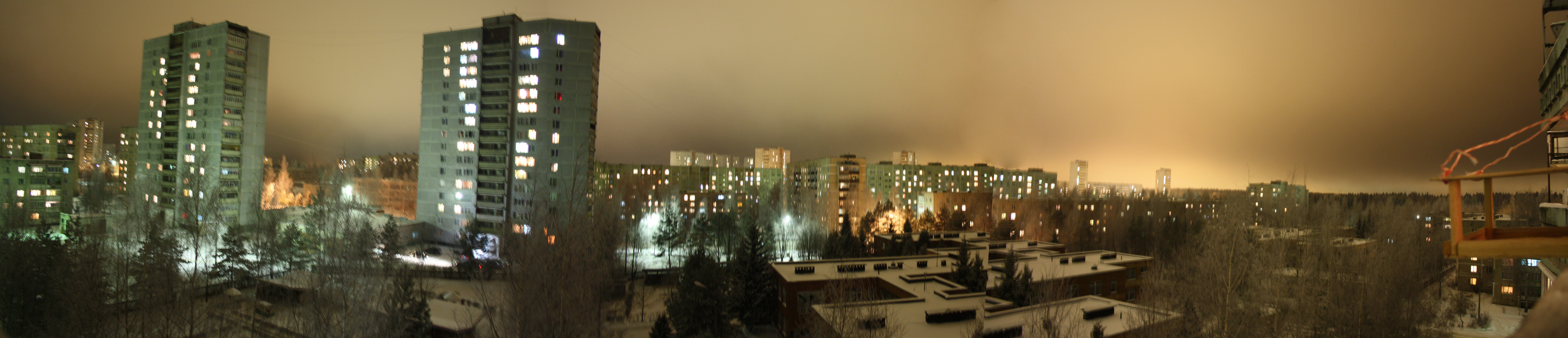
Панорама района Пионерный

В 1970-е годы город был объявлен Всесоюзной ударной стройкой. Со всей страны сюда съехались специалисты на строительство крупнейшего в Европе завода по выпуску дизельных двигателей. Несмотря на то, что планы по полноценной деятельности нового промышленного предприятия не осуществились, Ярцево получило в наследство огромную промышленную зону, на которой развивают свою деятельность сегодня многие предприятия. Вырос многоэтажный жилой микрорайон Пионерный с 9-ти и 16-ти этажными домами, рассчитанный на население 30 тысяч человек.
Бурно развивалась культурная жизнь города. К 40-летию Победы в Великой Отечественной войне 1941—1945 гг. в г. Ярцеве было открыто несколько памятников. Автором памятников на реке Вопи и на площади Победы стал член союза художников скульптор Анатолий Иванович Чибисов.

### Ярцево в наши дни
Происходит развитие промышленного потенциала города. В данный момент Ярцево остаётся самым инвестиционно привлекательным городом на Смоленщине. 
Население продолжает сокращаться: по состоянию на 2013 год в городе проживает 46 970 человек.
В ходе российского вторжения в Украину в ночь на 31 декабря 2024 года нефтебазу в Ярцевском районе атаковали украинские беспилотники. Возник пожар.

## Население
| 1779    | 1897    | 1926    | 1931    | 1939    | 1943    | 1959    | 1967    | 1970    | 1979    | 1989    | 1992    |
| ------- | ------- | ------- | ------- | ------- | ------- | ------- | ------- | ------- | ------- | ------- | ------- |
| 136     | ↗18 300 | →18 300 | ↗21 800 | ↗36 706 | ↘4000   | ↗25 558 | ↗34 000 | ↗36 662 | ↗40 674 | ↗52 304 | ↗54 600 |
| 1996    | 1998    | 2000    | 2001    | 2002    | 2003    | 2004    | 2005    | 2006    | 2007    | 2008    | 2009    |
| ↗57 900 | ↘57 600 | ↘56 300 | ↘55 600 | ↘52 617 | ↘52 600 | ↘52 300 | ↘51 500 | ↘50 700 | ↘50 100 | ↘49 800 | ↘49 345 |
| 2010    | 2011    | 2012    | 2013    | 2014    | 2015    | 2016    | 2017    | 2018    | 2019    | 2020    | 2021    |
| ↘48 800 | ↘47 800 | ↘47 518 | ↘46 970 | ↘46 266 | ↘46 219 | ↘45 559 | ↘44 740 | ↘44 097 | ↘43 280 | ↘42 677 | ↘41 452 |
| 2024    |         |         |         |         |         |         |         |         |         |         |         |
| ↘40 330 |         |         |         |         |         |         |         |         |         |         |         |

На 1 января 2025 года по численности населения город находился на 374-м месте из 1124 городов Российской Федерации.
Национальный состав
По итогам переписи населения 2020 года проживали следующие национальности (национальности менее 0,1 % и другое, см. в сноске к строке «Другие»):
| Национальность | Численность, чел. | Доля     |
| -------------- | ----------------- | -------- |
| Русские        | 37 863            | 91,34 %  |
| Армяне         | 396               | 0,96 %   |
| Украинцы       | 336               | 0,81 %   |
| Белорусы       | 241               | 0,58 %   |
| Азербайджанцы  | 200               | 0,48 %   |
| Татары         | 140               | 0,34 %   |
| Узбеки         | 127               | 0,31 %   |
| Таджики        | 105               | 0,25 %   |
| Молдаване      | 44                | 0,11 %   |
| Другие         | 2000              | 4,82 %   |
| Итого          | 41 452            | 100,00 % |

## Экономика

### Предприятия

#### УМП «Ярцевский хлопчатобумажный комбинат»[36]

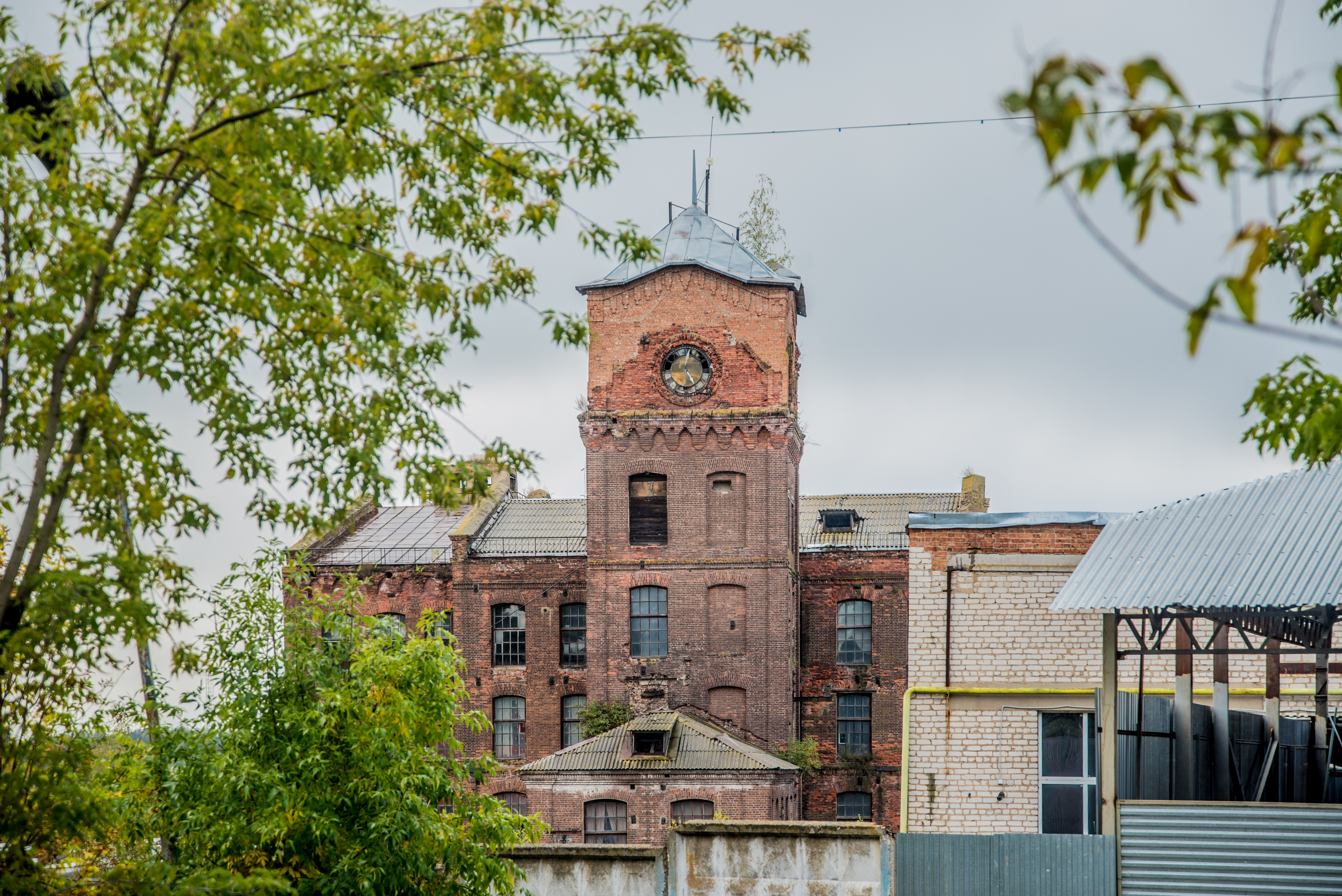
Здание Ярцевского хлопчатобумажного комбината

Выпускает все виды тканей и швейные изделия из них (ткани хлопчатобумажные, ткани тканные суровые, одежда). Проектная мощность в год 18 528 м² тканей. Конкурентоспособность выпускаемой продукции зависит от обновления производственных мощностей. Для ускорения технического перевооружения комбината необходимы иностранные инвестиции. Резерв производственный площадей 35,5 тыс. м2

#### Остальные предприятия
- Литейно-прокатный завод (открыт при участии Правительства Москвы), в прошлом — чугунолитейный и моторный (Ярцевский завод «Двигатель» — АМО ЗИЛ) Ныне ТМК ЯМЗ
- ООО «Производственное объединение „Металлист“» — производство изделий из оцинкованной стали для внутренней и внешней отделки
- Смит-Ярцево ЦФО — производство труб в ППУ-изоляции
- Ярцевский фанерный завод — производство фанеры
- Росполимер плюс — производство ковровых покрытий
- Опытный машиностроительный завод «Автомаш» — производство самоходного горно-шахтного оборудования
- Абрафлекс — абразивные технологии, производство шлифленты для деревообратывающей и стекольной промышленности
- Ярцевоинвестстрой — производство изделий из железобетона, сборного железобетона (предприятие не существует)[источник не указан 338 дней]
- Ярцевская технологическая компания — выпуск поршневых колец для двигателей различных модификаций
- Мебельный комбинат «Ярцево»
- Хлебпром (вторая производственная площадка) — производство хлебцев, каш, снеков ТМ Dr.Korner
- ООО «ТехноТрак» — предприятие по ремонту коммерческого автотранспорта, официальный дилер IVECO и DAF.
- ЕМФ "Технологии" - чугунолитейное производство

Объём отгруженных товаров собственного производства по виду обрабатывающие производства (2010 г.) — 7,0 млрд руб.

## Образование
Среднее профессиональное образование
- Ярцевский индустриальный техникум

Среднее образование
- гимназия (бывшая средняя школа №3)
- средние школы (№1, 2, 4, 6, 7, 8, 9, 10)
- основная школа (№5)

Дополнительное профессиональное образование
- Смоленский УКК «Автокадры»;
- Ярцевский учебно-спортивный центр ДОСААФ России

## Власть и политика
В 1991 году 1-м «демократическим» мэром (главой Ярцевского района) стал Виктор Васильевич Вуймин. В 1997 году, после истечения срока его полномочий, районный совет депутатов выбрал нового главу — представителя КПРФ Юрия Викторовича Романовского. Ю. В. Романовский отработал почти полный срок — до 2000 года, когда ушёл «по собственному желанию». Мэром стал Юрий Михайлович Мочалов. Он пробыл на этом посту немногим больше года — 16 ноября 2001 года погиб в автокатастрофе. В 2002 г. городом руководил Виктор Николаевич Щёголев. В этом же году, после избрания нового губернатора Смоленской области, Щёголев покинул свой пост. Мэром стал Юрий Васильевич Панков, уже 5-й по счёту глава администрации за новейшую историю Ярцева. Но спустя два года он также ушёл «по собственному». 23 июня 2004 года город возглавил Владимир Александрович Галкин, также избранный депутатским корпусом. Однако в 2004 году были внесены изменения в Устав, по которым глава выбирается на всенародных выборах. Таким образом, 24 декабря 2004 состоялись выборы, на которых победил Галкин. Но в связи с реформой местного самоуправления и делением единого муниципалитета — Ярцевский район — на 13 отдельных (Ярцевский район, город Ярцево и 11 сельских поселений), в 2005 году состоялись выборы главы города Ярцево и глав всех 11 сельских поселений. На них выставил свою кандидатуру В. А. Галкин и победил. Таким образом, до 2011 года Галкин В. А. являлся одновременно мэром города и главой Ярцевского района. В 2010 году были приняты поправки в устав города: теперь глава города выбирается депутатами из своего состава, а глава администрации назначается по контракту. С 2 июня 2010 года по 28 января 2013 года главой администрации района был Александр Петраков.
В 2013 году городская администрация была ликвидирована, её полномочия делегированы районной администрации. За время существования городской администрации (2006—2013 гг.) сменилось 3 главы администрации города: Владимир Галкин (2006—2011), Максим Серков (2012), Юрий Панков (2012—2013).
С 21 марта 2013 года по 20 февраля 2015 года главой районной администрации (объединённой с городской) был Юрий Панков (во второй раз, первый раз в 2002—2004 гг).
С 3 апреля 2015 года по 4 сентября 2023 года районом руководил Владимир Макаров, который установил рекорд правления за постсоветское время — более 8 лет.
С 4 сентября 2023 года мэром является Роман Захаров.
Главы администрации Ярцевского района (в 2006—2013 гг. также существовала администрация города Ярцево):
| #     | Имя                | Годы работы             | Партийность   | Название должности |
| ----- | ------------------ | ----------------------- | ------------- | --- |
| 1-й   | Виктор Вуймин      | 16.12.1991 — 25.02.1997 |               | Глава администрации Ярцевского района |
| 2-й   | Юрий Романовский   | 26.02.1997 — 26.09.2000 | КПРФ          | Глава администрации Ярцевского района |
| 3-й   | Юрий Мочалов       | 27.09.2000 — 16.11.2001 | беспартийный  | Глава администрации Ярцевского района |
| и. о. | Николай Надэлин    | 19.11.2001 — 13.01.2002 | беспартийный  | И. о. главы администрации Ярцевского района |
| 4-й   | Виктор Щёголев     | 14.01.2002 — 22.08.2002 | беспартийный  | Глава администрации Ярцевского района |
| 5-й   | Юрий Панков        | 03.09.2002 — 22.06.2004 | беспартийный  | Глава администрации Ярцевского района |
| 6-й   | Владимир Галкин    | 23.06.2004 — 12.03.2011 | беспартийный  | Глава муниципального образования «Ярцевский район» (до 02.03.2011), глава администрации муниципального образования «Ярцевский район» Смоленской области (до 25.12.2009), Глава города Ярцево (до 12.03.2011) |
| и. о. | Вячислав Лян       | 26.12.2009 — 01.06.2010 |               | Временно исполняющий полномочия главы администрации муниципального образования «Ярцевский район» Смоленской области                                                                                          |
| 7-й   | Александр Петраков | 02.06.2010 — 28.01.2013 |               | Глава администрации муниципального образования «Ярцевский район» Смоленской области |
| и. о. | Виктор Григорьев   | 29.01.2013 — 20.03.2013 |               | Временно исполняющий полномочия главы администрации муниципального образования «Ярцевский район» Смоленской области                                                                                          |
| 8-й   | Юрий Панков        | 21.03.2013 — 20.02.2015 | Единая Россия | Глава администрации муниципального образования «Ярцевский район» Смоленской области |
| и. о. | Виктор Карабанов   | 21.02.2015 — 02.04.2015 | Единая Россия | Временно исполняющий полномочия главы администрации муниципального образования «Ярцевский район» Смоленской области                                                                                          |
| 9-й   | Владимир Макаров   | 03.04.2015 — 04.09.2023 | Единая Россия | Глава муниципального образования «Ярцевский район» Смоленской области (с 29.10.2015), глава администрации муниципального образования «Ярцевский район» Смоленской области                                    |
| 10-й  | Роман Захаров      | 04.09.2023 — н.в.       |               | Глава муниципального образования «Ярцевский район» Смоленской области (с 21.11.2023), исполняющий полномочия главы муниципального образования «Ярцевский район» Смоленской области (04.09.2023 - 21.11.2023) |

19 сентября 2021 года прошёл единый день голосования. В итоге в горсовете было сформированы 2 фракции: КПРФ (13 человек) и "Единая Россия" (7 человек). Из 20 депутатов, прошедших в городской совет четвёртого созыва, был выбран новый председатель горсовета. С сентября 2021 года главой города — председателем городского совета депутатов является Николай Новоселов.
С октября 2024 года на территории Ярцевского района действует единый окружной Совет депутатов.
Председатели городского Совета (2006 — 2024):
| #   | Имя                | Годы работы | Партийность   | Название должности                                           |
| --- | ------------------ | ----------- | ------------- | ------------------------------------------------------------ |
| 1-й | Сергей Соколов     | 2006 — 2011 | беспартийный  | председатель городского Совета 1 созыва                      |
| 2-й | Александр Тимошков | 2011 — 2016 | Единая Россия | глава города Ярцево, председатель городского Совета 2 созыва |
| 3-й | Михаил Куликов     | 2016 — 2017 | Единая Россия | глава города Ярцево, председатель городского Совета 3 созыва |
| 4-й | Михаил Фролов      | 2017 — 2021 | Единая Россия | глава города Ярцево, председатель городского Совета 3 созыва |
| 5-й | Николай Новоселов  | 2021 — 2024 | КПРФ          | глава города Ярцево, председатель городского Совета 4 созыва |

Председатели районного Совета (1996 — 2024), председатели окружного Совета (с 2024):
| #    | Имя                  | Годы работы | Партийность   | Название должности                                              |
| ---- | -------------------- | ----------- | ------------- | --------------------------------------------------------------- |
| 1-й  | Михаил Юденков       | 1996 — 2001 | КПРФ          | председатель районного Совета 1 созыва                          |
| 2-й  | Николай Хлапов       | 2001 — 2004 |               | председатель районного Совета 2 созыва                          |
| 3-й  | Ольга Васильева      | 2005 — 2007 | Единая Россия | председатель районного Совета 3 созыва                          |
| 4-й  | Владимир Козлов      | 2007 — 2009 |               | председатель районного Совета 3 созыва                          |
| 5-й  | Владимир Галкин      | 2009 — 2011 | беспартийный  | глава Ярцевского района, председатель районного Совета 4 созыва |
| 6-й  | Константин Гращенков | 2011 — 2014 |               | глава Ярцевского района, председатель районного Совета 4 созыва |
| 7-й  | Борис Авилов         | 2014 — 2015 | Единая Россия | глава Ярцевского района, председатель районного Совета 4 созыва |
| 8-й  | Вячеслав Сальников   | 2015 — 2020 | Единая Россия | председатель районного Совета 5 созыва                          |
| 9-й  | Ирина Полякова       | 2020 — 2024 | Единая Россия | председатель районного Совета 6 созыва                          |
| 10-й | Григорий Кравцов     | 2024 — 2024 | Единая Россия | председатель окружного Совета 1 созыва                          |
| и.о. | Александр Котов      | 2024 — н.в. | Единая Россия | и.о. председателя окружного Совета 1 созыва                     |

## Культура
Музыка

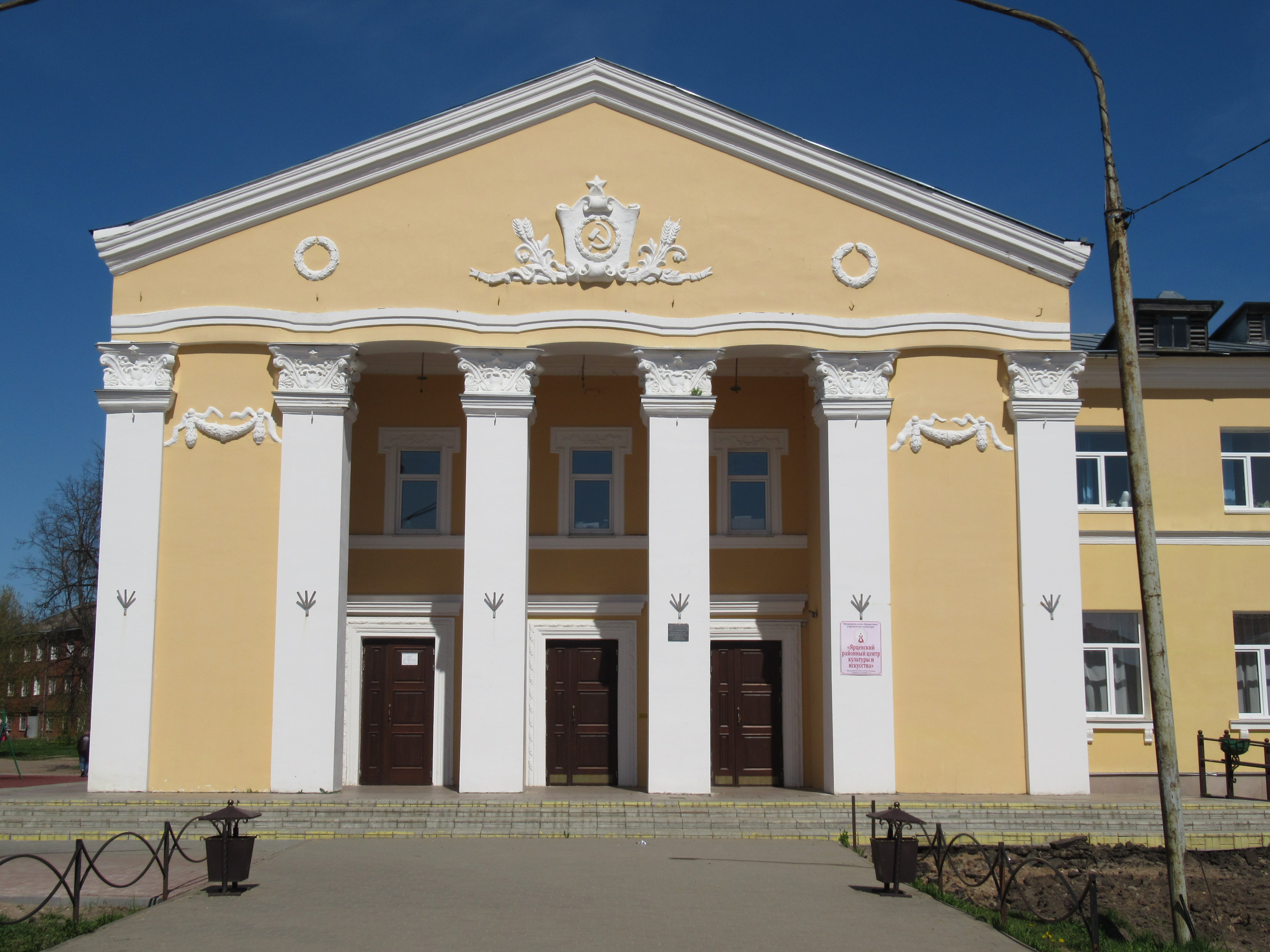
Ярцевский районный центр культуры и искусства

Музыкальная жизнь в Ярцеве представлена различными направлениями, коллективы имеют районное и областное значение и малоизвестны по стране. Есть в городе ансамбли народных песен, в основном созданные на больших предприятиях. 31 января 2001 года был создан клуб авторской песни «Капель», члены которого проводят концерты по области и России.
Рок-сцена города Ярцево представлена несколькими группами. В советское время самыми известными являлись Принцип (Heavy Metal) и Узел Связи (Rock).
Среди авторов-исполнителей наиболее интересен Михаил Понкратов, студийный музыкант мульти-инструменталист, автор и исполнитель собственных композиций.
Одним из самых известных музыкантов города является певец Пророк Санбой (Геннадий Чернецов). За свою карьеру он сочинил более двух тысяч песен, выступал за рубежом, снимался в фильмах. Пророк Санбой также занесён в Книгу рекордов Гиннесса — за то, что проехал на велосипеде 80 километров без рук, играя на гитаре. Проживает в городе до сих пор. 
В Ярцеве 9 марта 1985 года родился известный рэпер Noize MC (Иван Алексеев), участвовавший ранее в группах «Face 2 Face», «ProtivoGunz», «V.I.P.». Noize MC исполнил одну из главных ролей в фильме «Розыгрыш», премьера которого состоялась в мае 2008 года.
Кинотеатры

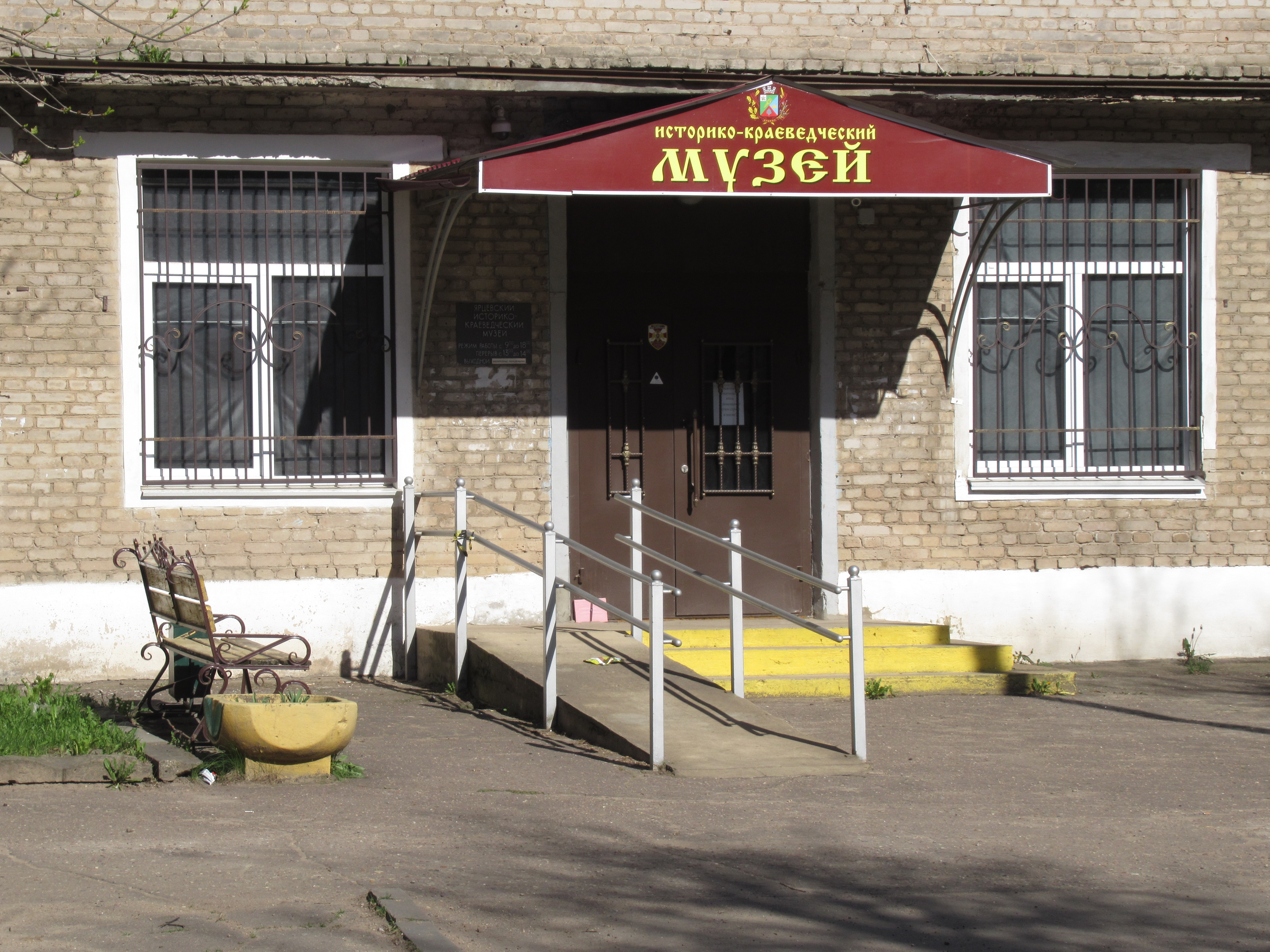
Историко-краеведческий музей

- Кинотеатр «Россия» (закрыт в 2014 году[43], после ремонта вновь открылся в 2020-м).

Музеи
- Историко-краеведческий музей
- Школьные музеи

Дворцы культуры
- Городской Дворец культуры
- Клуб «Современник»

## Средства массовой информации
Пресса:
- Газета «Вести Привопья»
- Газета «Сигма плюс»
- Газета «Ярцево — НАШ ГОРОД»
- Газета «Ярмакс»
- Газета «Петро-Павловский вестник»
- «Городская газета — Ярцево» (СМИ прекратило деятельность)

Телерадиокомпании:
- Пионер-ТВ
- Пионер ТВ-2
- РТК (рекламный телеканал)

Радиостанции:
- 88,0 «Русское радио»
- 89,6 «Новое Радио»
- 106,8 «Радио для двоих»

## Связь
В городе работают следующие операторы мобильной связи: МТС, Билайн, Мегафон, Tele2
Доступ в Интернет предоставляют провайдеры: Маннет, Ростелеком, Интернет 67, Юником-С (СитиКом), Билайн

## Достопримечательности
Православные храмы

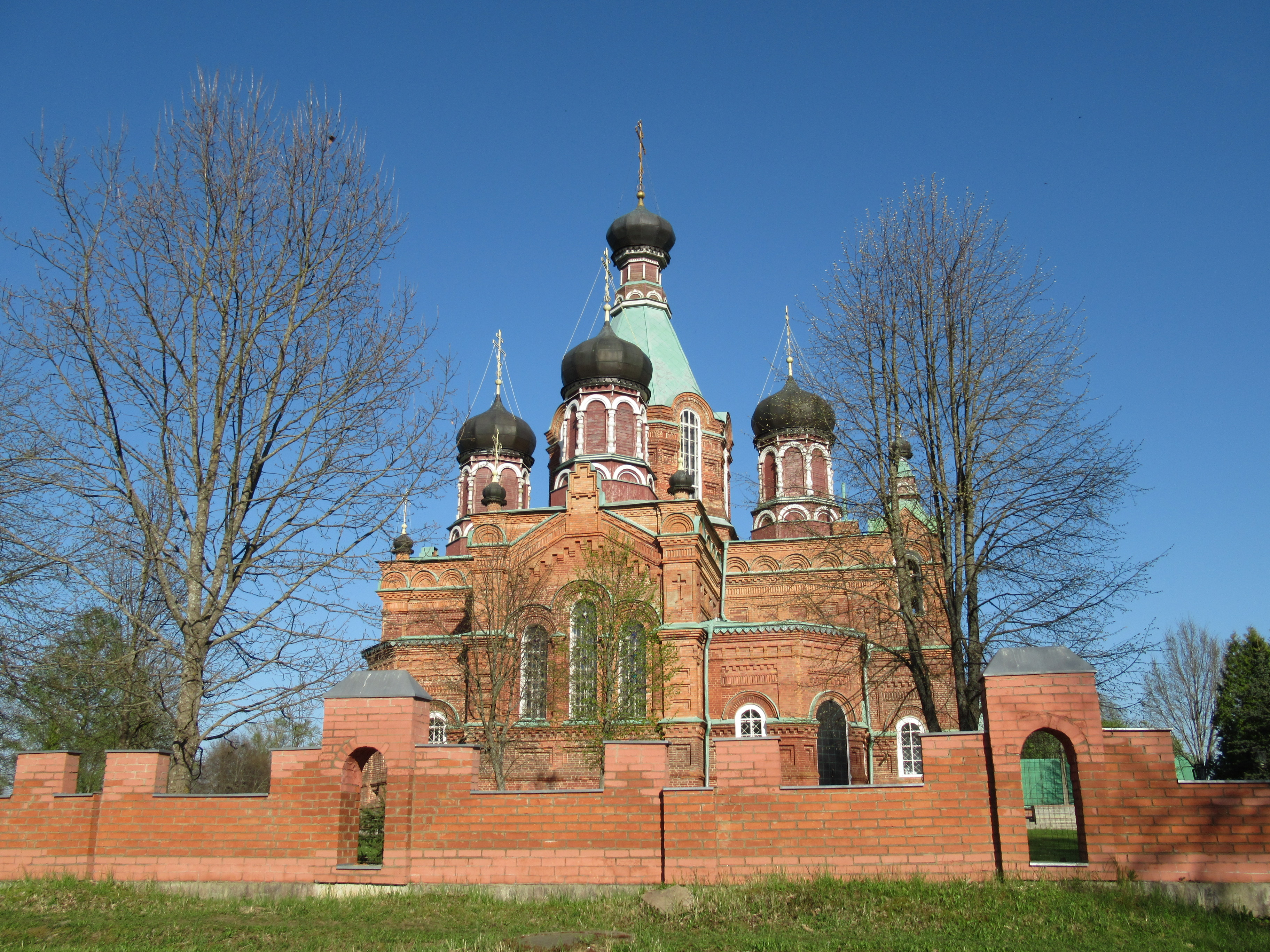
Церковь Петра и Павла

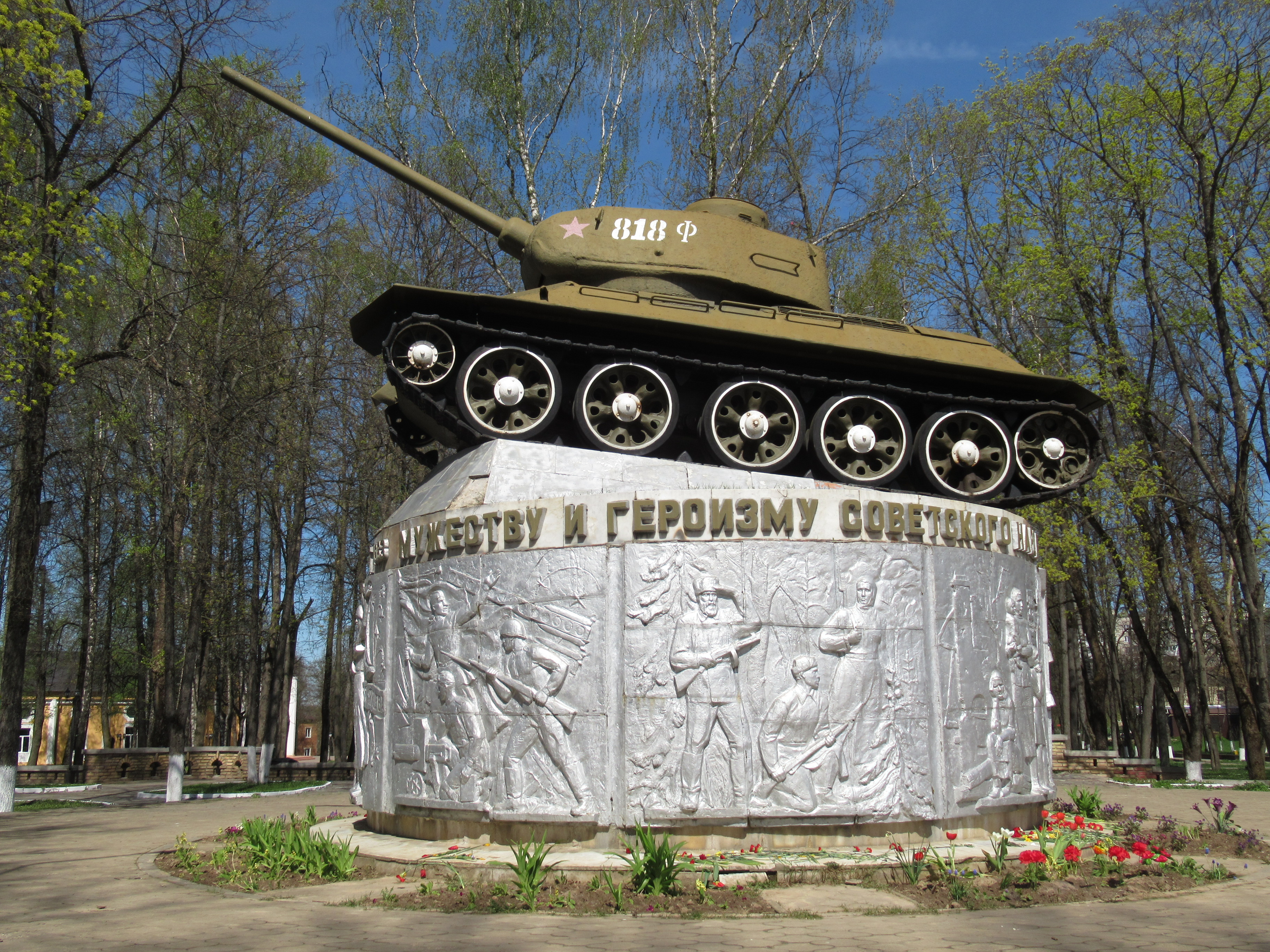
Танк Т-34 на площади Победы

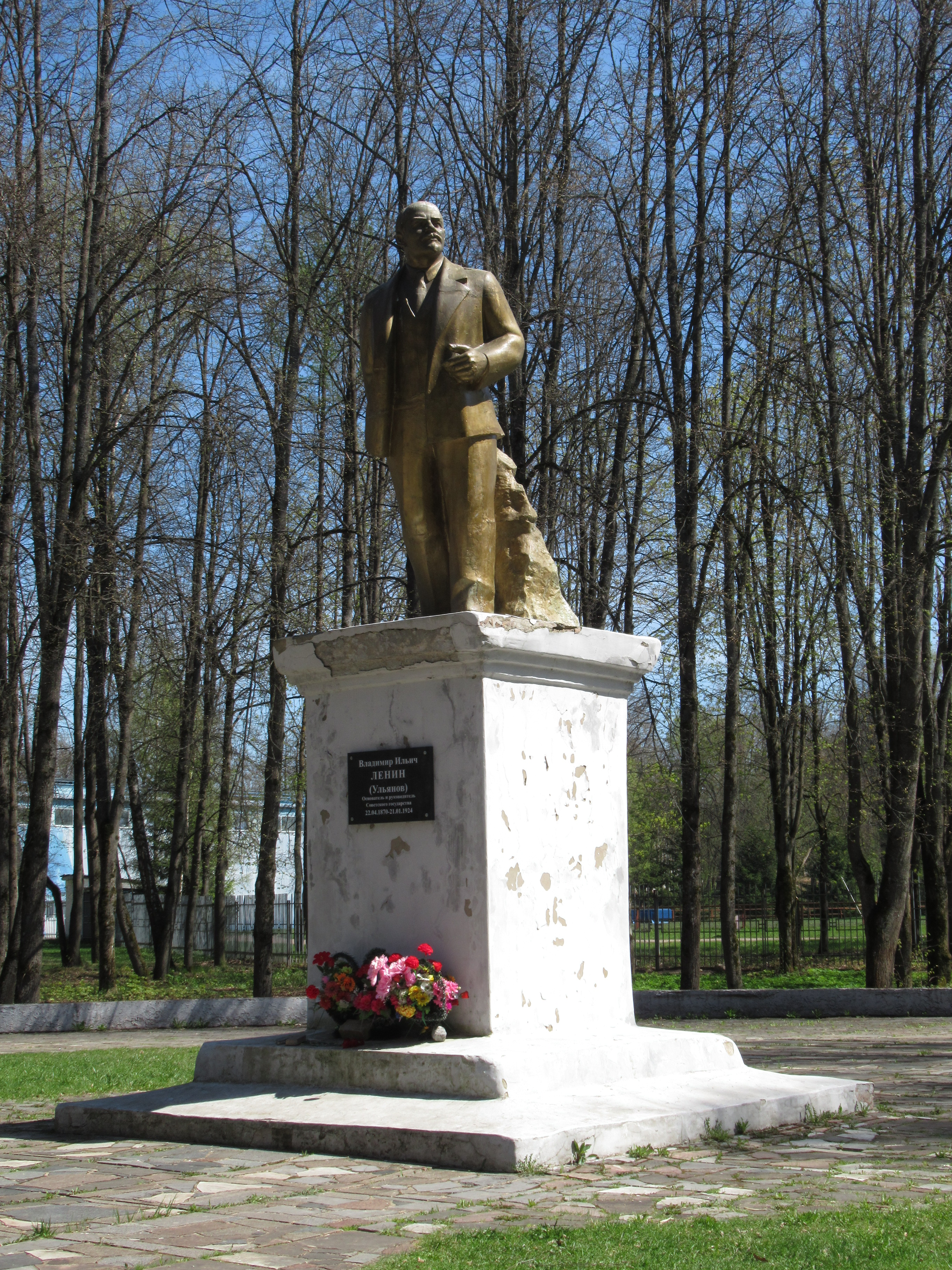
Памятник Ленину в городском парке

- Храм первоверховных апостолов Петра и Павла
- Храм в честь иконы Божией Матери «Всех скорбящих Радость» (первое богослужение совершено 6 ноября 1997 года)[44]
- Храм Архангела Михаила
- Храм Георгия Победоносца (заложен 6 мая 2007 года, открыт 30 августа 2017 года)

Архитектура
- Башня с часами Хлудовской мануфактуры (конец XIX века)
- Хлудовские казармы конца XIX века
- Здание кинотеатра и музея
- Здание Дворца культуры

Памятники
- Мемориальный комплекс в мкр. Яковлево (захоронено 3715 советских воинов, проект главного архитектора города Ярцево Л. В. Куликова. У подножия монумента горит Вечный огонь)
- Памятник героям 1812 г. (рядом со стадионом)
- Танк Т-34 в центре города (в приобретении боевой машины большую помощь оказал почётный гражданин и уроженец города, Герой Советского Союза, маршал бронетанковых войск О. А. Лосик. Ему, тогда начальнику Военной академии бронетанковых войск имени маршала Советского Союза Р. Я. Малиновского, была предоставлена высокая честь открытия монумента)
- Памятник защитникам Ярцева в 1941 году на мосту через р. Вопь
- Поле памяти возле бывшей дер. Ульхово, мкр. Красный Молот
- Пушка у въезда в город (со стороны ул. Халтурина)
- Памятник Ленину — один из первых в России (на ул.Ленинская)
- Памятник участникам локальных войн, на Пионерном (открыт 15 февраля 2009 года, в честь 20-летия вывода советских войск из Афганистана)
- Памятник-бюст М. И. Платову (открыт в сквере Героям 1812 года 19 октября 2019 года)[45].

## Городское поселение
Ярцевское городское поселение расположено в центральной части района. Общая площадь — 57,9 км².
- Граничит:
  - на северо-западе — с Михейковским сельским поселением
  - на северо-востоке — с Суетовским сельским поселением
  - на юго-востоке и юге — с Петровским сельским поселением
  - на юго-западе — с Подрощинским сельским поселением
  - на западе — с Мушковичским сельским поселением

В состав поселения помимо города Ярцева входят населённые пункты: станция Милохово и деревня Щекино

## Транспорт
В городе действует сеть общественного транспорта:
- № 3 «ХБК — д. Пронькино»
- № 4 «Автозаводская ул. — гор. р-н Красный молот»
- № 5 «Автозаводская ул. — гор. р-н МСО (пос. Яковлево)»
- № 6 «ХБК — д. Ольхово»
- № 7 «Автозаводская ул. — ХБК»
- № 8 «Автозаводская ул. — пос. Пологи»
- № 9 «Автозаводская ул. — ж.-д. вокзал»
- № 10 «Автозаводская ул. — Юбилейный сад»
- № 12 «Автозаводская ул. — д. Михейково»
- № 13 «Автозаводская ул. — ж.-д. вокзал»

Также действуют маршруты:
231 г. Ярцево — г. Сафоново
213 г. Ярцево — г. Духовщина
233. г Ярцево — г. Смоленск
209 г. Ярцево — д. Боголюбово (через автостанцию Ярцево на д. Капыревщина) 1004а г. Ярцево — г. Москва
567. г Ярцево — г. Киев (временно не осуществляется)
565. г Ярцево — г. Санкт-Петербург
587 г. Ярцево — г. Брянск (временно не осуществляется)
702. г Ярцево — г. Одесса (временно не осуществляется)
780 г. Ярцево — г. Рига (временно не осуществляется)
100 г. Ярцево — дачный пос. Курганово
345 г. Ярцево — г. Дорогобуж (через автостанцию Ярцево на пос. Вернеднепровский)
992 г. Ярцево — г. Зеленодольск

## Спорт в Ярцеве

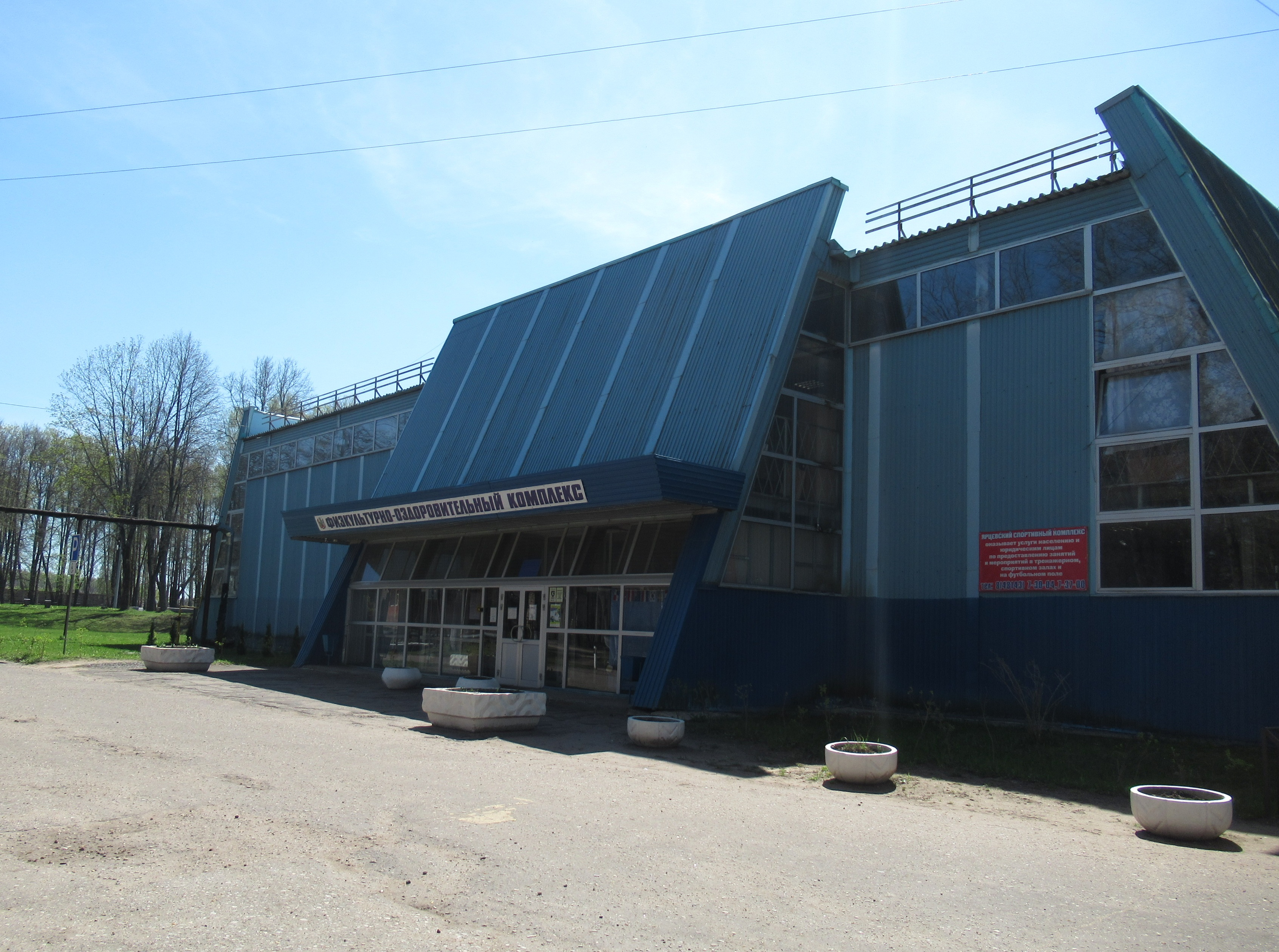
Ярцевский спортивный комплекс

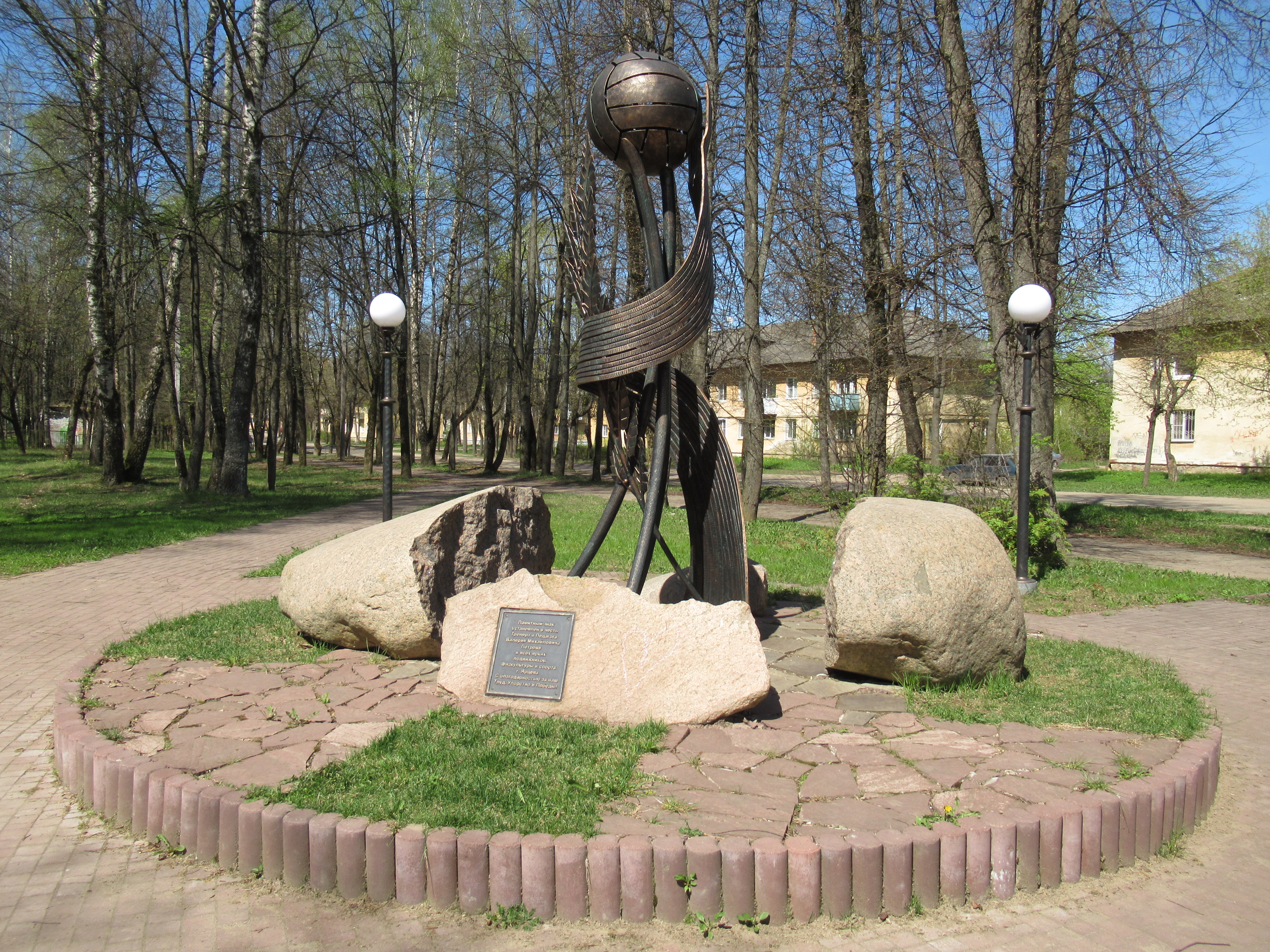
Памятный знак в честь подвижников физкультуры и спорта

### Футбол
Ярцево в чемпионате области представляют клубы «Металлург» и «Литейщик».
- ФК «Металлург» (1 лига чемпионата области)

В 1999 году возрождённая команда «Текстильщик» дебютировала в первой лиге чемпионата области. В декабре 2005 года «Текстильщик» сменил своего владельца (теперь им стал ГУП «Литейно-прокатный завод») и название — на ФК «Металлург». Президент П. В. Подлипский, директор В. Ф. Моисеев, тренер И. В. Чугунов, начальник Ю. В. Панков, врач В. В. Шевченко.
Достижения в чемпионате области:

1 место: 2006, 2007, 2008, 2009, 2010, 2011, 2012, 2013 год

2 место: 2007, 2003 год

4 место: 2001, 2002, 2004 год

8 место: 2005 год

9 место: 1999 год

10 место: 2000 год
Кубок Смоленской области:

2006 год — финалист 66-го Кубка области (финал: «Металлург» — «Титан» 0:1)

2007 год — обладатель 67-го Кубка области (финал: «Металлург» — «Лептон-СГАФКТ» 1:0)

2008 год — обладатель 68-го Кубка области (финал: «Металлург» — «Рудня» 2:1)

2009 год — обладатель 69-го Кубка области (финал: «Металлург» — «Игра» 4:0)

2010 год — обладатель 70-го Кубка области (финал: «Металлург» — «Печерск» 4:2)
Суперкубок Смоленской области:
Суперкубок области разыгрывается между чемпионом и обладателем Кубка области. Первый Суперкубок был разыгран в 2006 году. Так как в 2008 и 2009 годах ярцевский клуб являлся одновременно и обладателем кубка области, и чемпионом области, то за суперкубок ещё боролась команда, занявшая 2-е место в чемпионате области.

2007 год — обладатель 2-го Суперкубка области («Металлург» — «Титан» 5:1)

2008 год — обладатель 3-го Суперкубка области (САПА — «Металлург» 0:5)

2009 год — финалист 4-го Суперкубка области («Металлург» — «Печерск»0:2)

2010 год — обладатель 5-го Суперкубка области («Металлург» — «Рудня» 6:1)
- ФК «Литейщик» (2 лига чемпионата области)

8 мая 2007 года на Ярцевском литейном заводе была образована команда «Литейщик». Президент И. В. Курашев, вице-президент И. В. Виноградов, тренер С. Г. Данелян, тренер-консультант Ю. Л. Коробов, врач В. В. Ковалёв. В 2007 году ФК «Литейщик» участвовал в 3 лиге чемпионата области и стал чемпионом, получил путёвку во 2 лигу. В 2008 году заводские футболисты начали выступать во 2 лиге и, став снова чемпионами, перешли в первую лигу чемпионата области. В первой лиге успехов не добились, и заняв 11-е место, вылетели обратно во вторую лигу. В 2010 году во 2-й лиге заняли 5-е место.

### Тхэквондо
В 1990 году в Ярцево была образована Ярцевская Федерация Тхэквондо. Федерация проводит активную спортивную и общественную деятельность. Президентом Ярцевской Федерации Тхэквондо с момента её основания является Новиченков А. П. (Мастер спорта России, чёрный пояс 5 дан).

### Бокс
На базе МБОУ ДОД ДЮСШ г. Ярцево существует и плодотворно работает отделение бокса.
Волейбол
ВК «Демос» представляет Ярцево на чемпионате России (1 лига ЦФО).

## Города-побратимы
- — c 1990 года Штендаль, Германия
- — c 2017 года Глубокое, Беларусь[53]

## Топонимы, названные в честь города
В Западном административном округе Москвы именем города названа Ярцевская улица.